# Lenguas sino-tibetanas
Las lenguas sino-tibetanas forman una familia de lenguas que incluye más de 250 idiomas que se hablan desde el norte de la India, al occidente, hasta Taiwán, por el sureste, y desde China, al norte, hasta la península de Malaca, por el sur. En número de hablantes, solamente la aventaja la familia indoeuropea. La procedencia de estas lenguas se ha tratado de situar en diversas culturas neolíticas de China central. Las lenguas modernas del grupo se caracterizan por su tendencia a la tonalidad, aunque se discute si este rasgo se remonta al proto-sino-tibetano, antecesor común a todas ellas, o se debe a innovaciones posteriores.

## Historia

### Urheimaty origen

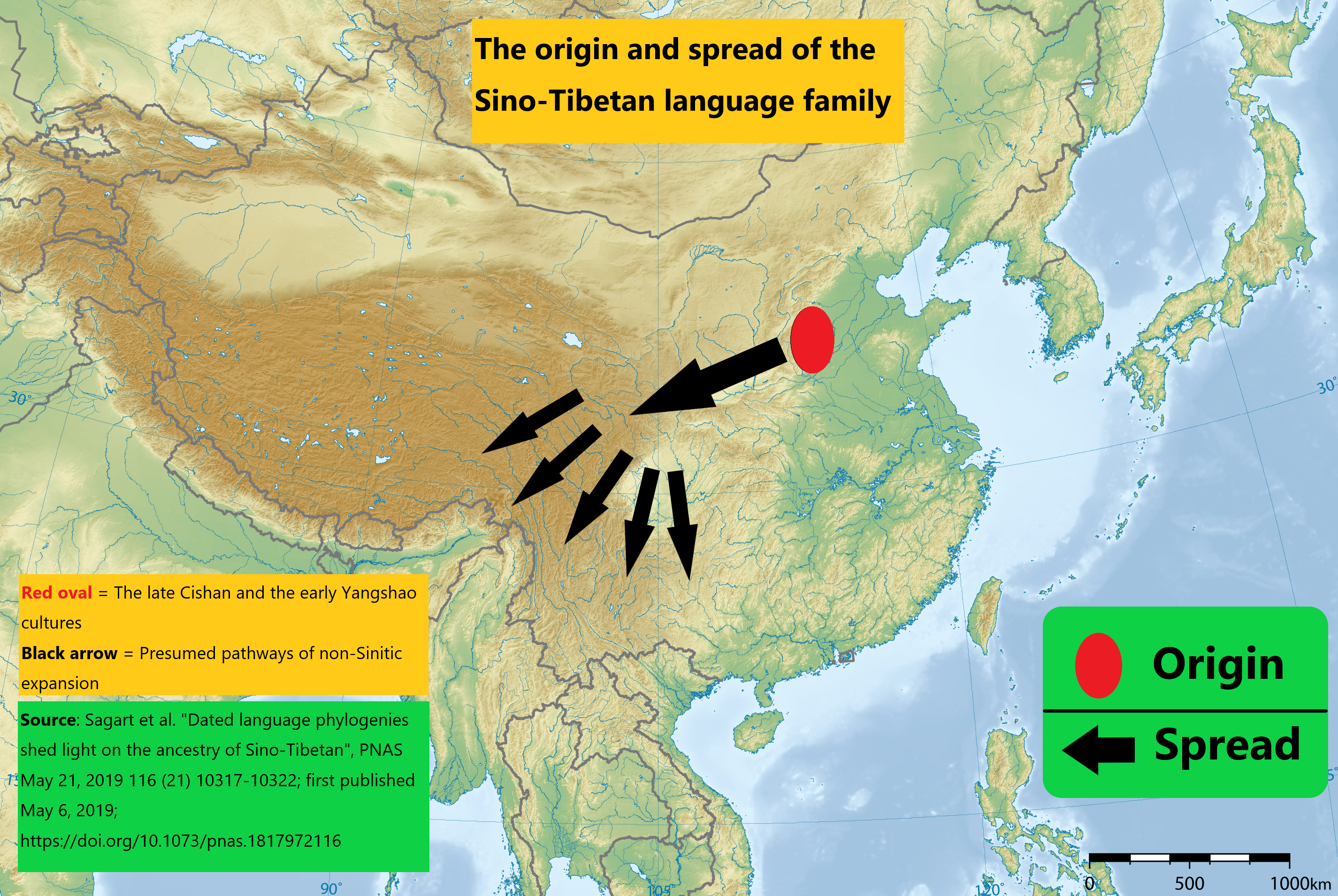
Hipótesis del origen en la cultura neolítica de Yangshao.

Existen correlatos arqueológicos entre la cultura neolítica de Yangshao y la prehistoria reconstruible de los pueblos sino-tibetanos. La cultura de Yangshao (c. 5000-3000 a. C.) se originó en la cuenca del río Amarillo y las llanuras centrales del norte de China. Posteriormente estos grupos humanos se habrían dividido en un grupo meridional (tibetobirmanos) y un grupo septentrional (sínitos o proto-chinos). Naturalmente, no existen testimonios escritos de esta época, por lo que toda la información debe extraerse de los datos conjuntos de la reconstrucción lingüística, la arqueología y la arqueogenética.
Respecto al origen y la propagación de las lenguas sino-tibetanas se han propuesto varias teorías. Entre las más citadas figura la que remonta su origen 7200 años atrás con la última cultura Cishan y la temprana Yangshao (óvalo rojo en el mapa precedente, las flechas negras serían vías de expansión no sinítica) y relaciona su expansión al impulso de la agricultura del mijo. Un grupo de investigadores concluyeron este estudio después de aplicar el método lingüístico comparativo a la base de datos de datos lingüísticos comparativos desarrollada por Laurent Sagart en 2019 para identificar correspondencias de sonidos y establecer cognados, se utilizan métodos filogenéticos para inferir relaciones entre estos idiomas y estimar la edad de su origen y tierra natal.

### Descubrimiento del parentesco
La existencia de la subfamilia tibetano-birmana fue propuesta a principios de la década de 1850, cuando se encontró que muchas palabras del «tibetano escrito» (tibetano clásico), documentado desde el siglo VII, parecían ser cognados de palabras del «birmano escrito» (birmano clásico), atestado a partir del siglo XII. A partir de entonces varios estudiosos británicos y administradores coloniales de India y Birmania empezaron a estudiar alguna de las docenas de lenguas «tribales» poco conocidas de la región que mostraron tener cierta relación con las dos grandes lenguas literarias, el tibetano y el birmano clásicos. Este temprano trabajo fue recopilado en la monumental recopilación Linguistic Survey of India [Grierson y Konow 1903-28], en tres volúmenes, de los cuales «Vol. III, Parts 1,2,3» están dedicadas a listas de palabras y textos en tomados de diversas lenguas tibetano-birmanas.
En reconocimiento de la familia sino-tibetana en su extensión actual solo se dio a principios del siglo XX. Benedict (1942) creó el término sino-tibetano para un grupo similar al que previamente se había llamado indo-chino (el propio Benedict excluyó las lenguas tai y las lenguas austroasiáticas, que previamente algunos incluían en el grupo indo-chino). Shafer (1946, 1955, 1974), aunque adoptó el término sino-tibetano, siguió considerando dentro de la familia lenguas que actualmente no se consideran sinotibetanas, aunque algunos de los grupos de primer nivel usados por Shafer sinítico, daico (kadai), bódico, birmano, bárico y karénico fueron correctamente identificados por Shafer.

## Clasificación

### Lenguas de la familia

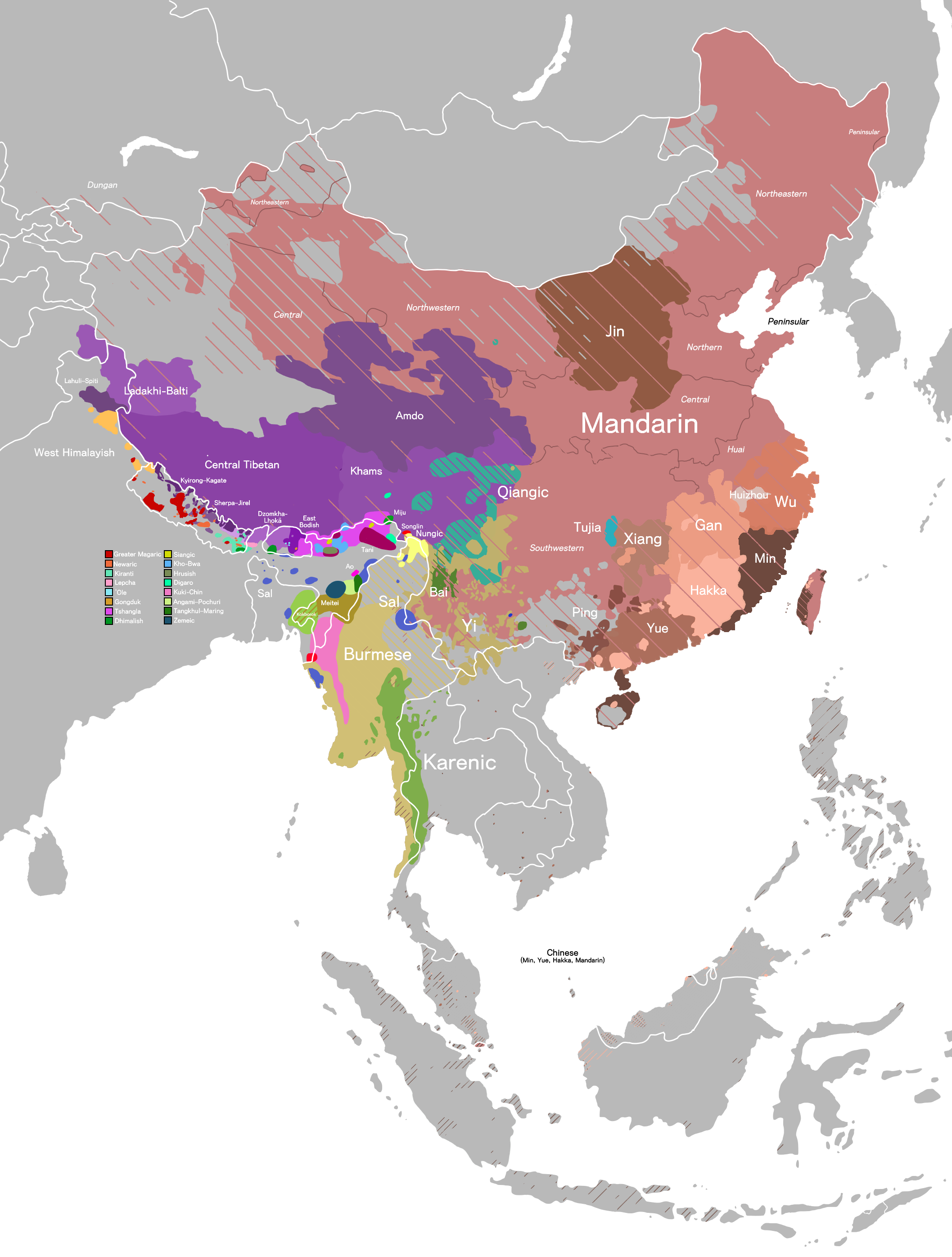
Grupos específicos de lenguas sino-tibetanas.

Propuesta de agrupación de las lenguas sino-tibetanas.

Generalmente se reconoce como grupo filogenéticamente válido al formado por las lenguas tibetano-birmanas (TB) y las lenguas karénicas (Kr), a la que la mayoría de autores añaden las lenguas chinas (Ch). Muchas lenguas tibetano-birmanas son insuficientemente conocidas, y su número exacto en ciertas regiones se desconoce. Por ejemplo para algunas regiones no existen listas completas de todas las lenguas, pero en muchos casos se desconoce si dos formas lingüísticas son lenguas separadas o deben considerarse dialectos de la misma lengua, por la escasa documentación existente de las lenguas de ciertas regiones, particularmente en el NE. de la India.
En cuanto a la clasificación de las lenguas sino-tibetanas tampoco existe acuerdo sobre los detalles de las relaciones internas de la familia, por ejemplo aunque las lenguas chinas constituyen una unidad filogenética válida es más difícil asegurar si las lenguas tibetano-birmanas constituyen una unidad filogenética válida. Tampoco está claro si la familia sino-tibetana forma parte de una familia más amplia, así algunos autores amplían la macrofamilia hasta incluir las lenguas miao-yao o incluso las lenguas tai-kadai, frente a otros que la reducen considerablemente, sugiriendo incluso que las lenguas chinas no están relacionadas con el resto de lenguas tibetano-birmanas arguyendo la ausencia de correspondencias fonéticas regulares y la escasez de morfología común claramente reconstruible.
Aún considerando sólo los tres grupos habituales (TB, Kr, Ch), hasta la fecha no existe un modelo de árbol no-disputado que muestre las interrelaciones internas. Benedict propuso nueve grupos coordinados:
1. Grupo chino (sinítico)
2. Grupo karénico
3. Grupo tibetano-himalayo
4. Grupo bahin-vayu
5. Grupo arbor-miri-dafla
6. Grupo kachin-lui (jingpo-sak)
7. Grupo lolo-birmano
8. Grupo bodo-garo
9. Grupo kuki-chin-naga

No existe acuerdo general sobre la relación filogenética dentro de las lenguas sino-tibetanas, por lo que diferentes autores proponen diferentes agrupaciones, sólo en las agrupaciones de nivel inferior marcadas con una (F) existe acuerdo amplio de que constituyen unidades filogenéticas:
A. Sino-bai
I. Sinítico (F)
II. Bai (F)
B. Tibetano-birmano
III. Lolo-búrmico (F)
IV. Bódico (F)
V. Lenguas del Brahmaputra
V.1. Lenguas dhimal (F)
V.2 Lenguas báricas
V.2.a Bodo-garo-koch (F)
V.2.b Konyak (F)
V.3 Kachin-Lui
V.3.a Lenguas kachin (F)
V.3.b Lenguas lui (F)
V.4. Kuki-Chin-Meithei-Karbi
V.4.a Kuki-Chin (F)
V.4.b Meithei (F)
V.4.c Karbi/Arleng (Mikir) (F)
V.5. Lenguas naga (geográfico)
V.5.a Ao (F)
V.5.b Angami-Pochuri (F)
V.5.c Zeme (F)
V.5.d Tangkhul (F)
VI. Tani (abor-miri-dafla) (F)
VII. Karénico (F)
VIII. Rung
VIII.1. rGyalrong (F)
VIII.2. Qiang (F)
VIII.3. Tangut (F)
VIII.4. Kham-magar-chepang (F)
VIII.5. Kiranti (F)
VIII.6. Kinnauri-almora (F)
VIII.7. Dulong-rawang-anong (F)
IX. Lepcha (F)
X. Naxi (F)
XI. Newari (F)
XII. Sherdukpen-Bugun-Sulung-Lishpa
XIII. Hruso-dammai-bangru
XIV. Digaru-idu (F)
XV. Tujia (F)
XVI. Miju/Kaman (F)
XVII. Pyu (F)
XVIII. Naxi (F)

### Relación con otras familias
Algunos lingüistas consideran las lenguas tai-kadai y las lenguas miao-yao como parte de las lenguas sino-tibetanas, e incluso se ha propuesto que algunas lenguas paleosiberianas como el ket están relacionadas con la macrofamilia sino-tibetana.
Otros lingüistas han reunido cierta evidencia comparativa que relaciona el sino-tibetano con las lenguas austroasiáticas y las lenguas austronesias, sugiriendo el nombre de sino-áustrico para la hipotética macrofamilia de la que formarían parte tanto las lenguas sino-tibetanas, como las austronesias y las austroasiáticas. Otro intento es el de relacionar las lenguas sino-tibetanas con otras lenguas de Eurasia en la macrofamilia dené-caucásica.
Sin embargo, hasta que el trabajo de reconstrucción del proto-sino-tibetano y otras proto-lenguas no esté más avanzado, es difícil juzgar la verosimilitud de éstas y otras propuestas del mismo tipo.

## Características comunes
Aunque actualmente existe una cierta cantidad de vocabulario comparativo, existen muy pocos morfemas gramaticales reconstruidos y la reconstrucción del hipotético proto-sino-tibetano está sorpredentemente poco avanzada. Ni siquiera se han trabajado en detalle las correspondencias fonéticas regulares, que constituyen uno de los primeros pasos del método comparativo, previos a la reconstrucción rigurosa. Lo que puede afirmarse con certeza del proto-sino-tibetano es tan poco que ni siquiera está claro que fuera una lengua tonal. Lo cual explicaría la existencia de lenguas sino-tibetanas no tonales, y el origen claramente derivado de varios de los tonos del chino y otras lenguas.
Tampoco en gramática se puede afirmar mucho debido a que las lenguas tibetano-birmanas tienen características tipológicas casi opuestas a las lenguas chinas. Las lenguas tibetano-birmanas son de orden SOV, generalmente rígido, con postposiciones y tienden a ser lenguas aglutinantes con una flexión nominal y verbal bastante desarrollada. Por otro lado, las lenguas chinas suelen tener preposiciones, admiten orden SVO y son fuertemente aislantes. El proto-tibetano-birmano sugiere que el estadio más antiguo es el de las lenguas tibetano-birmanas, y que las lenguas chinas innovaron adquiriendo rasgos tipológicos presentes en otras lenguas del sudeste asiático.

### Vocabulario comparado
La reconstrucción del proto-sino-tibetano se ve dificultada, por la falta de una clasificación adecuada de las lenguas de la familia. Si se dispusiera de una clasificación mejor, podría empezarse reconstruyendo las protolenguas asociadas a cada división primaria (proto-sinítico, proto-birmánico, proto-himaláyico, proto-karénico, ...) y a las agrupaciones de orden superior, para encontrar qué rasgos son arcaicos y cuales innovaciones. Un buen ejemplo, de arcaísmo morfológico lo constiutuyen ciertos prefijos fósiles en los numerales. Frecuentemente esos prefijos aparecen en unas lenguas y no en otras de manera aparentemente azarosa. Ese tipo de prefijos semánticamente poco motivados y fosilizados, por tanto, no pueden ser resultado de innovaciones o desarrollos paralelos y, por tanto, deben interpretarse como restos de la antigua morfología del proto-sino-tibetano. 
Existen muchas dificultades en la reconstrucción del proto-sino-tibetano y existen discrepancias en los especialistas sobre el propia inventario fonológico. Algunas de las dificultades se deben al sistema de escritura chino, como la morfología escasa de estas lenguas y otros problemas. Sin embargo, se han identificado listas razonables de cognados, de los que se presenta una muestra a continuación:
|           | PROTO-SINO- TIBETANO | Chino clásico | Chino antiguo | Tibetano clásico | Birmano clásico | Akha | Bodo  | Drung  |
| --------- | -------------------- | ------------- | ------------- | ---------------- | --------------- | ---- | ----- | ------ |
| 1.ª pers. | *ŋa                  | ŋuo           | *ŋa           | ŋa               | ŋa              | ŋa   | aŋ    | ŋà     |
| 2.ª pers. | *na(ŋ)               | ńźjwo         | *njaʔ         | __               | naŋ             | naw  | nəŋ   | nă     |
| 'no'      | *m-                  | mju           | *mja          | ma               | ma´             | ma   | __    | mà     |
| 'dos'     | *(g-)ni-s/-k         | ńźji-         | *njijs        | gnyis            | hnac            | nyi  | ney   | ă-ni   |
| 'tres'    | *(g-)sum             | sam           | *sum          | gsam             | sûm             | sm   | tam   | ă-səm  |
| 'cinco'   | *(b-/l-)ŋa           | ŋuo           | *ŋaʔ          | lŋa              | ŋâ              | ŋa   | ba    | pəŋ-ŋà |
| 'seis'    | *(d-)r'uk            | ljuk          | *C-rjuk       | drug             | khrok           | ko   | __    | khlu   |
| 'nueve'   | *(d-)kəw             | kjəu          | *kjuʔ         | dgu              | kûi             | g'oe | __    | də-gə  |
| 'sol/día' | *nyi-                | ńźjet         | *njit         | nyi-ma           | ne              | nah  | __    | nì     |
| 'ojo'     | *myuk                | mjuk          | mjəwk         | mig              | myak            | myâ  | megón | miè    |

El siguiente cuadro reproduce los numerales reconstruidos para las ramas del sino-tibetano:
| GLOSA | PROTO-SINO- TIBETANO | Sino-bai        | Sino-bai   | Tibetano-birmano | Tibetano-birmano | Tibetano-birmano | Tibetano-birmano  | Tibetano-birmano | Tibetano-birmano | Tibetano-birmano | Tibetano-birmano | Tibetano-birmano |
| GLOSA | PROTO-SINO- TIBETANO | PROTO- SINÍTICO | PROTO- BAI | PROTO- KARÉNICO  | PROTO- BIRMÁNICO | PROTO- KACHÍNICO | PROTO- HIMAL. OC. | PROTO- BÓDICO    | PROTO- BODO-GARO | PROTO- KUKI-CHIN | PROTO- AO-NAGA   | PROTO- RUNG      |
| ----- | -------------------- | --------------- | ---------- | ---------------- | ---------------- | ---------------- | ----------------- | ---------------- | ---------------- | ---------------- | ---------------- | ---------------- |
| '1'   | *g-tjig              | *ʔit            | *ji        | *də              | *tiʔ             | *tái-            | *tig-             | *g-tik           | *sa~se           | *kʰat            | *kʰa-            | *tig             |
| '2'   | *g-nis               | *ŋijs           | *ne        | *kʰi~ ni         | *ŋiʔ             | *kni-            | *nis              | *g-nis           | *g-ni            | *(h)niʔ          | *ə-ni(t)         | *g-nis           |
| '3'   | *g-sum               | *sam            | *sɑ̃        | *sam             | *sum             | *súm             | *sum              | *(g-)sum         | *g-tʰam          | *tʰum            | *ə-sam           | *k-sam *k-sum    |
| '4'   | *b-lij               | *sli(j)s        | *ɕi        | *lwiʔ            | *m-li            | *b-li            | *p-li             | *b-li            | *b-ri            | *b-li            | *b-li            | *b-li            |
| '5'   | *b-ŋa *l-ŋa          | *C-ŋaʔ          | *ŋu        | *ŋaí             | *ŋa              | *b-ŋá            | *(p-)ŋa-          | *l-ŋa *b-ŋa      | *baŋ(a)          | *b-ŋa *r-ŋa      | *b-ŋa            | *b-ŋa            |
| '6'   | *d-ruk *k-ruk        | *C-ljuk         | *fu        | *xu              | *kʰ-rjuʔ         | *k-ruk           | *t-ruk            | *d-rok *k-rok    | *dok *krok       | *k-ruk *t-ruk    | *t-ruk           | *t-ruk           |
| '7'   | *s-nis               | *tshit          | *tɕʰi      | *nwiʔ            | *kʰ-nit s-nit    | *s-nit           | *(s-)nis-         | *nis             | *s-ni            | *s-riʔ *s-giʔ    | *t-ni(t)         | *s-nis           |
| '8'   | *b-r-gjat            | *p-r-et         | *pja       | *xóʔ             | *xjɛt            | *b-ʦat           | *r-gjət           | *b-r-gjat        | *ʤat             | *k-riat *t-riat  | *t-za            | *b-r-gjat        |
| '9'   | *d-kəw               | *kjuʔ           | *kuo       | *kʰwi            | *kaw             | *ʧ-kʰúw          | *gwi              | *d-ku            | *s-ku            | *t-kua           | *t-ku            | *t-giut *ŋ-giut  |
| '10'  | *tsij < *gjip        | *t-gəp          | *tseʴ      | *tə̄-sʰí          | *(tə-)tsʰ(a)i    | *ʦʰí             | *t-tɕip           | *ʦʰi-            | *ʤi~ *ʧi         | *sʰom            | *t-rə            | *s-giʔ           |

Finalmente otra lista que incluye reconstrucciones es la siguiente:
| GLOSA    | Chino antiguo | Tibetano clásico | Birmano clásico | Jingpho (Kachin) | Mizo (Lushai) | Lepcha | PROTO-KIRANTI | PROTO-TIB.- BIRM. | PROTO-SINO- TIBETANO |
| -------- | ------------- | ---------------- | --------------- | ---------------- | ------------- | ------ | ------------- | ----------------- | -------------------- |
| lengua   | *laj          | lje              | hlja            |                  | lei           | li     |               | *lja              | *laj                 |
| ojo      | *muk          | mig              | mjak            | mjiʔ             | mit           | mik    | *mik          | *mik              | *mjuk                |
| corazón  |               | sniŋ             | hnac            |                  | niŋ           |        | *niŋ          | *niŋ              | *niŋ                 |
| oreja    | *njəʔ         |                  | nah             | na               | kna           | njor   | *nɘ           | *na               | *nɘH                 |
| nariz    |               | sua              | hua             | naʔ              | hua           |        | *nɘ           | *na:r             | *naʔ                 |
| pie      | *kak          | rkaŋ             | kraŋ            | kraŋ             | keŋ           | kaŋ    |               | *kaŋ              | *kaŋ                 |
| mano     | *lɘk          | lag              | lak             |                  | lak           | ljok   | *lak          | *lak              | *lak                 |
| sangre   | *swhit        |                  | swij, swe       | sài              | thi           | (t)vi  | *hi           | *s-hjwɘy          | *ʔwij(s)             |
| tío      | *guʔ          | khu              | 'uh             | gu               | 'u            | ku     | *ku           | *khu              | *quH                 |
| hombre   | *pa           | pha              | phaʔ            |                  |               |        | *ba           | *pwa              | *pa, *ba             |
| piojo    | *srit         | s(r)ig           |                 | ciʔ              | hrik          |        | *srik         | *r(j)ik           | *srik                |
| perro    | *khwin        | khji             | lhwij           | gui              | 'ui           |        | *khlɘ         | *kwej             | *qhwij               |
| sol, día | *njit         | ni(n)            | nij             | ʃa-ni            | ni            | nji    | *nɘj          | *nɘj              | *nij                 |
| piedra   | *nlaŋʔ        |                  |                 | nluŋ             | luŋ           | luŋ    | *luŋ          | *luŋ              | *(n)laŋ, *(n)luŋ     |
| río      |               | lu               | luaij           | lui              | lui           |        |               | *lwij             | *luj                 |
| casa     | *kuŋ          | kjim             | 'im             | ʃe-kum           | 'in           | khjum  | *kim          | *jim, *jum        | *qim, *qiŋ           |
| nombre   | *mjeŋ         | miŋ              | miŋ             | mjiŋ             | hmiŋ          |        | *miŋ          | *miŋ              | *mieŋ                |
| matar    | *srjat        | gsod             | sat             | gɘsat            | that          |        | *set          | *sat              | *sat                 |
| muerto   | *smɘŋ         | .                | mhaŋ            | maŋ              | maŋ           | mak    |               | *maŋ              | *(s)maŋ              |
| largo    | *pak          | aphag            | paŋ             |                  | pak           |        |               | *pak, *paŋ        | *pak                 |
| corto    | *tonʔ         | thuŋ             | tauŋh           | ge-dun           |               | tan    | *toŋ          | *twan             | *toŋ                 |
| dos      | *njijs        | gnis             |                 | ŋi               | hni           | nji    | *ni(k)        | *ni               | *nij                 |
| yo       | *ŋa           | ŋa               | ŋa              | ŋai              | ŋei           |        |               | *ŋa               | *ŋa                  |
| tú       | *njaʔ         |                  | naŋ             | naŋ              | naŋ           |        |               | *naŋ              | *naŋ                 |